# Téměř nahá párty
Téměř nahá párty (Almost Naked party, Голая вечеринка Насти Ивлеевой) byl večírek, který pořádala ruská blogerka a televizní moderátorka Nasťa Ivljejeva v moskevském nočním klubu Mutabor 20.–21. prosince 2023. Párty s dress kódem "almost naked" se zúčastnilo mnoho ruských celebrit. Řada z nich patřila k podporovatelům vlády ruského prezidenta Vladimira Putina.
Po zveřejnění fotografií z klubu na internetu událost vyvolala veřejný skandál. Provládní propagandisté a blogeři ji ostře kritizovali jako nevhodnou v době, kdy ruští vojáci umírají při ruské invazi na Ukrajinu. Poslanci, vlastenecké organizace a váleční korespondenti požadovali, aby byla událost vyšetřena kvůli LGBT propagandě, drogám a extremismu.  
Podle ruské vlády byla párty v rozporu se státem prosazovanými tradičními hodnotami ruské společnosti. Hudebníci, kteří se akce zúčastnili, byli přes své veřejné omluvy odstraněni z novoročního vysílání, pokutováni nebo zatčeni. Ivljejeva jako organizátorka večírku dostala pokutu 100 000 rublů (asi 25 tisíc korun). Rapper Vacío byl zatčen, odsouzen ke 25 dnům vězení a pokutě 200 000 rublů (asi 50 tisíc korun). V lednu 2024 pak dostal předvolání k vojenskému komisariátu.  
Akci odsoudil také ruský prezident Vladimir Putin. Jeho kritika tak směřovala k lidem, kteří často názorově patřili k podporovatelům ruské vlády.

## Kontext
Podle listů The Independent, The Guardian a The Washington Post se večírek konal v době, kdy se ruské vedení dlouhodobě snaží o konzervativní sociální politiku. Ruský prezident Vladimir Putin aktivně podporuje sociální konzervatismus, vyzývá k tomu, aby rodiny měly více dětí, a zavedl přísné sankce proti LGBT hnutí. Tři týdny před večírkem, 30. listopadu 2023, prohlásil Nejvyšší soud Ruska hnutí LGBT za extremistické.

## Párty
Párty s dress kódem "almost naked" (téměř nahý) se konala v moskevském nočním klubu Mutabor 20.–21. prosince 2023. První noc byla exkluzivně pro celebrity a pouze na pozvánku, vstupenky stály 11 000 USD (asi 250 tis. Kč). Party se zúčastnilo více než 200 lidí. Fotky a videa z večírku se rozšířily na sociálních sítích. Mezi hosty byli např. Xenija Sobčaková, Filipp Kirkorov, Dima Bilan nebo Lolita Milavská. 
Jediným oblečením rappera Vacía byla kromě sportovních bot pouze ponožka na penisu. Ivljejeva tvrdila, že kromě spodního prádla na sobě měla diamanty a smaragdy v hodnotě 23 milionů rublů (asi 5,5 mil. Kč).

## Odsouzení akce
Párty, která se konala v době, kdy na Ukrajině umírali ruští vojáci, podle Rádia Svobodná Evropa pobouřila mnoho válečných blogerů. Účastníky večírku obviňovali z vlastizrady. Dne 21. prosince 2023 některé ruské proválečné telegramové kanály, někteří členové ruské armády účastnící se invaze a sociální hnutí Sorok Sorokov a Volání lidu kontaktovali prokuraturu s požadavkem, aby prošetřila klub Mutabor kvůli LGBT propagandě.
Prezident Vladimir Putin byl údajně událostí zklamán, požadoval pro účastníky tresty a schvaloval její odsouzení. „Musíme věnovat pozornost chlapcům, kteří se vracejí ze zóny speciální vojenské operace. Když se lidé rozhodnou jí zúčastnit, když projdou tímto tvrdým testem, po návratu se jim změní spousta životních priorit. Pak už nebudeš skákat bez kalhot na nějakých akcích. Lidé se dívají na život úplně jinak, priority a hodnoty jsou jiné,“ uvedl.
Párty odsoudila poslankyně Jednotného Ruska Maria Butina nebo propagandista Vladimir Solovjov. Na akci si údajně stěžovali také ruští vojáci na Ukrajině . Záležitost se stala veřejným skandálem a několik dní dominovala zpravodajství v Rusku.

## Důsledky
Dne 22. prosince 2023 policie v rámci vyšetřování zajistila záznamy z kamer v klubu Mutabor.
Účastníci večírku, kteří byli odsuzováni, se začali veřejně omlouvat a zveřejňovat omluvná videa na svých blozích a sociálních sítích. Učinili tak Sobčaková, Milavská nebo Kirkorov. Organizátorka Ivljejeva zpočátku reagovala na kritiku výsměchem, ale později i ona zveřejnila dvoudílné omluvné video. Praxe veřejných omluv se v Rusku stala běžnou v roce 2015, kdy byli kritici čečenského vůdce Ramzana Kadyrova často nuceni se mu omluvit před kamerou. Koncerty některých umělců byly zrušeny nebo byla jejich vystoupení vystřižena z předtočených zábavných programů. 
Podle portálu Meduza byli Kirkorov, Milyavská a další účastníci večírku zařazeni na seznam zakázaných hudebníků sestavený ruskými úřady, a přidáni tak k umělcům, kteří se na něj dostali kvůli tomu, že nepodporují válku na Ukrajině.

### Ivljejeva
Tváří v tvář masové kritice se Ivljejeva 24. prosince za párty veřejně omluvila a slíbila, že veškerý výtěžek věnuje na charitu. Dostala pokutu 100 000 rublů. Telekomunikační společnost MTS  a Tinkoff Bank s ní zrušily smlouvy a byla na ni podána hromadná žaloba o 1 miliardu rublů (asi 240 mil. Kč). V tisku se objevily informace, že neplánovaný daňový audit Federální daňové služby zjistil nedoplatek ve výši 137 milionů rublů (asi 33 mil. Kč). Ivleeva může čelit trestnímu stíhání za daňové úniky ve zvlášť velkém rozsahu.

### Vacío
Rapper Vacío (vlastním jménem Nikolai Vasiliev), který na akci přišel s ponožkou na genitáliích, byl 15 dní zatčen a dostal pokutu 200 000 rublů.    Byl uznán vinným za drobné chuligánství a propagandu netradičních sexuálních vztahů. Doba zatčení skončila 5. ledna, ale soud ho okamžitě uznal vinným podle stejného článku zákona a odsoudil ho k dalším 10 dnům zatčení. Poté byl předvolán do vojenského náborového střediska. Následně Vacío uprchl z Ruska.

## Reakce na skandál
BBC News naznačilo, že kritika akce odráží potřebu ruské vládnoucí třídy vytvářet obětní beránky tváří v tvář slabému pokroku k ruským válečným cílům na Ukrajině. Ruský opoziční politik, žijící v exilu, Maxim Katz, akci komentoval slovy: „V minulosti existovala jednoduchá společenská smlouva s lidmi, kteří chodili na podobné večírky: dělej si, co chceš, pokud zůstaneš loajální... Poprvé po dlouhé době se systém obrátil proti těm, kteří podporovali všechna jeho pravidla, pokud se nevztahovala na ně.“
Podle The Moscow Times bylo pronásledování celebrit organizováno na příkaz ruské vlády. Perzekuce je spojena s touhou přesměrovat negativitu veřejnosti na celebrity s cílem odvést její pozornost od jiných významných událostí a problémů. Politologové spekulují, že ruská vláda využila skandál k odvrácení pozornosti veřejnosti od problémů jako je invaze na Ukrajinu, potopení lodi Novočerkassk (26. prosince 2023), rostoucí ceny potravin a další ekonomické problémy.